# برگه ۴۶۰
برگه ۴۶۰ (به انگلیسی: Breguet 460) یک هواگرد ساختِ کارخانهٔ برگه اویاسیون در کشور فرانسه است . این هواگرد برای نخستین بار در ۱۹۳۵ میلادی مورد استفاده قرار گرفت.